# بلطي الجليل الأبيض
بلطي الجليل الأبيض أو بلطي المانجو (الاسم العلمي:  Sarotherodon galilaeus) هو نوع من الأسماك من العائلة البلطية، وهو متوطن في المياه العذبة والمياه المسوسة في أفريقيا والشام. ومن بين الأسماء الأخرى الشائعة له بلطي الجليل، ومشط الجليل، وأسماك القديس بطرس الجليلية، وأسماك القديس بطرس. هذا البلطي كبير نسبيا حيث يصل طوله إلى حوالي 41 سنتيمتر (16 بوصة) ويصل وزنه لحوالي 1.6 كيلوغرام (3.5 رطل). كما يعتبر هذا النوع من الأسماك مهم جدا في مجال صيد الأسماك المحلية ويستخدم أيضا في الزراعة المائية.
بالإضافة إلى الأنواع الفرعية الأخرى، تم التعرف على أربعة أنواع فرعية في الماضي، ولكن اليوم تعتبر هذه الأنواع أصنوفة أحادية الطراز
يعتبر هذا النوع من الأسماك حاضن فموي. استراتيجيات التزاوج يمكن أن تختلف. يتم الحضن من قبل الذكر أو الانثى؛ أو كلاهما معا بنفس الوقت، والسلوك التزاوجي يمكن أن يكون أحادي أو متعدد.

## مسكنه وتوزيعه
يتواجد هذا النوع من الأسماك الشائع الوجود على نطاق واسع في البحيرات والأنهار وغيرها من الموائل، سواء المياه العذبة أو المالحة، وذلك في شمال ووسط أفريقيا (بما في ذلك الواحات الصحراوية)، ويمتد نطاق تواجده نحو الجنوب حتى منطقة غينيا وحوض نهر الكونغو وبحيرة ألبرت وبحيرة توركانا. يتواجد هذا السمك خارج أفريقيا أيضا في سوريا والأردن وفي بحيرة طبريا. وهو واحد من أنواع السمك البلطي التي تعتبر قليلة التواجد شمال الصحراء الكبرى في أفريقيا وفي آسيا. نطاق درجة الحرارة النموذجية التي يتواجد بها هي 22–28 °م (72–82 °ف)، لكن تم تسجيل تواجده في مياه تصل درجة حرارتها 9 °م (48 °ف) فقط.

## السلوك

### التزاوج
التزاوج عادة يكون أحادي الزواج بالنسبة لبلطي الجليل الأبيض. يحفر الذكور والإناث حفرة في الأرضية، وتضع الأنثى بيضها بها. بعد ذلك، يسبح الذكر فوق الحفرة ويخصب البيض. الحضانة الفموية هي مناورة يستخدمه هذا السمك من أجل أن يحمي البيض وبالتالي يحمل الذكر أو الأنثى أو كلاهما معا البيض في الفم لمدة أسبوعين تقريبًا. لكن، مع ذلك، ينتهي الترابط الزوجي بعد بدء مرحلة حضانة البيض في الفم.

#### اختيار الزوج الذكر
أظهرت تجربة كان الهدف منها دراسة اختيار الرفيق عند هذه الأسماك نتائج العلاقة بين خصائص الجسم وبين التزاوج وبين نسبة الجنس العملية - في الإنجليزية: Operational Sex Ratio واختصارها هو OSR (وهي النسبة بين عدد الذكور الفعالة جنسيا والإناث التي من الممكن تخصيبها في مجموعة معينة في أي وقت كان). في هذه الدراسة، تم كشف الأسماك ل OSR مختلف (المزيد من الذكور، المزيد من الإناث، أو نسبة متساوية). تم تشكيل روابط زوجية بشكل أسرع بين الأسماك الكبيرة، وكان هناك تأخير طويل في التزاوج عند الجنس الأكثر وفرة في ال OSR. بالإضافة إلى ذلك، أظهرت هذه الدراسة أن مجموعة أسماك بلطي الجليل الأبيض التي تتزاوج داخل مجموعة ذات حجم مماثل لها، تنجز نجاح تناسلي أكبر.

#### رعاية الوالدين للصغار والأسلوب المتنوع للذكر خلال التزاوج
هناك تنوع في أساليب التزاوج لدى ذكر سمك البلطي الأبيض. أثناء السرء، يمكن للذكر أن يظهر أسلوب الحيوان المناطقي خلال التزاوج أو يمكن ألا يظهر ذلك أيضا. كذلك، يمكن أن يتخذ الذكر أساليب تزاوج أخرى، مثلا المشاركة في حضانة البيض أو عدم المشاركة بتاتا، والمحافظة على التزاوج أو عدم المحافظة على التزاوج مع الأنثى المحددة. بالإضافة إلى أساليب التزاوج المتعددة، يُظهر أن الذكور قادرة على اختيار أنماط تكاثر بديلة (في اللغة الإنجليزية: Alternate Reproductive Styles واختصارا - ARS)، وهي مزيج من أساليب التزاوج المذكورة أعلاه. تبين ان الذكور المناطقية هي أكثر المجموعات هيمنة (وأقدمت عل هجر الأنثى بعد التزاوج)، ولكن السلوك الإنجابي للذكور يتغير بين دورات الإنجاب المختلفة. أساليب التزاوج هذه هي عوامل مهمة أيضا في رعاية الوالدين للصغار. هناك العديد من مستويات رعاية الوالدين للصغار عند سمك بلطي الجليل الأبيض: رعاية الصغار الأحادية ورعاية الصغار الثنائية (يمكن للوالدين، الذكر أو الانثى، أو كلاهما أن يتواجدوا جميعا معا في مجموعة واحد). 
تعد رعاية الوالدين مهمة لبقاء النسل بالنسبة لسمك بلطي الجليل الأبيض. الأزواج التي تشاركت في مهمة الحضانة، كان النجاح التناسلي لديها ضعف الأسماك الأخرى التي قامت بهذه المهمة لوحدها. لكن، بالنسبة إلى رعاية الوالدين الأحادية للصغار، كان النجاح التناسلي لدى كلا المجموعتين أعلى بنسبة 20٪. من حيث العلاقة بين استراتيجيات الرعاية وحجم مجموعة الصغار، يكون كلا من الوالدين قادرًا بنفس القدر على رعاية نسله (كلاهما قادر على رعاية نفس عدد البيض والصغار الحديثة الناتجة منه). مستويات رعاية الوالدين عند سمك بلطي الجليل الأبيض تعتمد على فوائد البقاء مقابل فوائد المغادرة. وكانت بعض التكاليف لكل من الذكور والإناث هي النمو والوقت الطويل حتى المرة التالية التي يتم التكاثر بها. بالإضافة إلى ذلك، اخفضت رعاية الوالدين للصغار قدرة الأنثى على الإنجاب في المستقبل (الخصوبة). وهذا أمر معقول لأن زيادة وزن الجسم تزيد من الخصوبة. تكاليف رعاية الوالدين للصغار تعتبر مرتفعة أكثر لدى أنثى اسماك البلطي الأبيض الجليلي، وهذه التكاليف يمكن اعتبارها منفصلة في جزأين: تكلفة إنتاج البيض وتكلفة الرعاية الوالدية. في التجارب التي أجريت على الآباء والأمهات لدى هذه الأسماك والذين هجروا صغارهم، كان الهجر أكثر حدوثا عند الذكور والإناث كلما كان هنالك تكاليف رعاية أبوية أعلى وكان هجر الذكور أكثر حدوثا عندما كانت هناك فوائد مخفضة من الرعاية الوالدية.  

## الأسماء المحلية

### بحيرة طبريا
يعرف سمك بلطي الجليل الأبيض في بحيرة طبريا ومناطق الجليل باسم «سمكة القديس بطرس الجليلية» أيضا، يسمى بين السكان العرب باسم سمك المشط الأبيض؛ وذلك لأنه أبيض وأكبر من نوع «سمك القديس بطرس الآخر الشائع» البلطي الزيلي، كما واصبحت تستعمل كلمة «مشط» العربية في اللغة العبرية الحديثة، وبذلك أصبح يسمى هذا السمك بالمشط أحيانا باللغة العبرية أيضًا. نوع سمك آخر من أنواع «سمكة القديس بطرس» هي «سمكة القديس بطرس الأردنية» والتي تدعى أيضا باسم البلطي الأزرق، كانت تأتي هذه السمكة تقليديا عبر نهر الأردن من بحيرة الحولة إلى بحيرة طبريا، لونها أسود وهي أيضا أكبر من سمكة المشط البيضاء الشائعة.